# 九龍巴士212線
九龍巴士212線是香港九龍一條已取消巴士路線，來往黃埔花園及長沙灣（深旺道）的巴士路線，提供深水埗、旺角、油麻地來往紅磡及黃埔花園的巴士服務。
雖然本線取消前之起訖點與12A相同，但本線取道較繁忙的加士居道及彌敦道來往，後者則途經界限街及九龍城，兩者服務範圍有所不同。

## 歷史
- 1991年2月10日：本線投入服務，當時來往深水埗碼頭至黃埔花園（2003年11月16日西鐵南昌站（現屬港鐵屯馬線）巴士總站啟用前，本線與12A的總站完全一樣）。
- 1999年3月7日：因深水埗碼頭巴士總站關閉，總站遷往深水埗（東京街）巴士總站。
- 2016年10月6日：因深水埗（東京街西）巴士總站關閉，總站遷往長沙灣（深旺道）巴士總站。
- 2016年12月31日：因港鐵觀塘綫延綫通車後客量急跌，班次由全日15分鐘一班改為繁忙時間15分鐘一班、非繁忙時間30分鐘一班
- 2017年7月1日：本路線永久停駛[1]，由九巴30X單向優惠分段收費取代。
  - 專綫小巴營辦商捷輝汽車曾計劃與區內最少一個專綫小巴營辦商合作接辦此路線，但稱遭運輸署阻止，並批評營辦商向運輸署提出的路線重組計劃遭署長率領的團隊弄得一遢糊塗，連「豬頭骨」也收起。同時，該營辦商批評運輸署扭盡六壬摧毀同業之間的互信和合作、破壞專線小巴業界的生態不衡及置市民大眾權益於不顧。[2]

## 服務時間及班次
| 黃埔花園開           | 黃埔花園開  | 黃埔花園開   | 長沙灣（深旺道）開   | 長沙灣（深旺道）開 | 長沙灣（深旺道）開 |
| 日期                 | 服務時間    | 班次（分鐘） | 日期                 | 服務時間           | 班次（分鐘）       |
| -------------------- | ----------- | ------------ | -------------------- | ------------------ | ------------------ |
| 星期一至五           | 06:30       | 06:30        | 星期一至五           | 06:15、06:45       | 06:15、06:45       |
| 星期一至五           | 07:00-09:15 | 15           | 星期一至五           | 07:15-09:15        | 15                 |
| 星期一至五           | 09:15-17:45 | 30           | 星期一至五           | 09:15-16:45        | 30                 |
| 星期一至五           | 17:45-19:45 | 15           | 星期一至五           | 16:45-19:45        | 15                 |
| 星期一至五           | 19:45-00:15 | 30           | 星期一至五           | 19:45-23:45        | 30                 |
| 星期六、日及公眾假期 | 06:15-00:15 | 30           | 星期六、日及公眾假期 | 06:15-23:45        | 30                 |

## 收費
全程：$5.1
| - 本線設有12歲以下小童及65歲或以上長者半價優惠。 - 65歲或以上香港居民使用「樂悠咭」，以及12歲以下合資格殘疾兒童使用「殘疾人士身份」個人八達通繳付車資，均可享有每程$2.0或半價（以較低者為準）的票價優惠；12至64歲合資格殘疾人士使用「殘疾人士身份」個人八達通（包括「樂悠咭」），以及60至64歲香港居民使用「樂悠咭」繳付車資，均可享有每程$2.0或全費（以較低者為準）的票價優惠。 - 65歲或以上長者如使用長者或一般個人八達通繳付車資，則只可享有半價優惠；12至64歲合資格殘疾人士如不使用「殘疾人士身份」個人八達通，以及60至64歲人士如不使用「樂悠咭」繳付車資，必須繳付全費。 - 乘客可以現金或八達通於上車時付款，不設找續。 - 每位成人乘客可免費攜帶最多兩名4歲以下而不佔座位的兒童乘客乘車，超額之4歲以下小童必須繳付小童車費乘車。 - 持有「九巴月票」之乘客在車票有效期內，每日可享最多10程任何九龍巴士及龍運巴士路線（包括本路線，以及聯營路線的九龍巴士／龍運巴士提供的班次；惟乘搭機場「A」及「NA」線則可享原價二七折優惠（不會計算每天10次合資格車程））；而B1線則每日可享最多各2程（不會計算每天10次合資格車程）。 - 九龍巴士、城巴、龍運巴士及陽光巴士全職員工及家屬（不包括外判職員）可免費乘搭本路線，惟必須拍職員或職員家屬八達通。 - 乘客亦可透過多元化電子支付系統（e度嘟）繳付車資，包括使用非接觸式VISA卡、JCB卡、萬事達卡、銀聯卡、美國運通、大來國際、Discover Card、Apple Pay、Google Pay、Samsung Pay、AlipayHK「易乘碼」、支付寶、WeChatHK／微信支付「搭車碼」、銀聯雲閃付「乘車碼」及BOC Pay「乘車碼」。乘客使用此付款方式，使用此支付方式的乘客可享有中途下車之分段收費，以及與其他九巴／龍運獨營路線或聯營線九巴／龍運班次之轉乘優惠，惟不適用於與非九巴／龍運路線之轉乘優惠，亦不能享有「公共交通費用補貼計劃」及「長者及合資格殘疾人士公共交通票價優惠計劃」。 |

## 行車路線

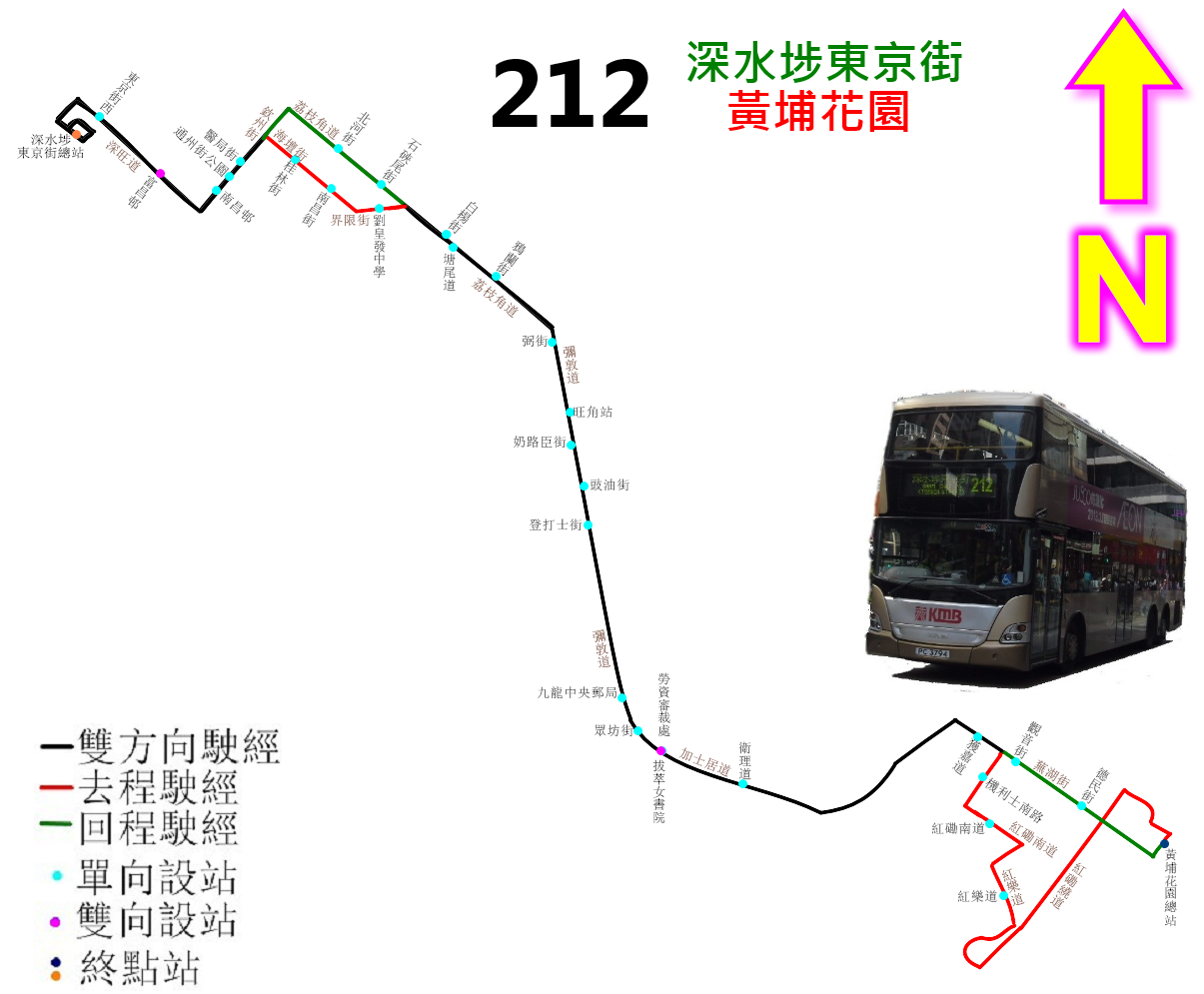
212路的走線圖

黃埔花園開經：德康街、紅磡道、紅磡繞道，迴旋處、紅鸞道、紅樂道、紅荔道、紅磡南道、紅菱街、暢通道、機利士南路、蕪湖街、漆咸道北、漆咸道南、加士居道、彌敦道、荔枝角道、界限街、海壇街、欽州街、欽州街西及深旺道。
長沙灣（深旺道）開經：深旺道、興華街西、連翔道、東京街西、深旺道、欽州街西、欽州街、荔枝角道、彌敦道、加士居道、漆咸道南、漆咸道北、隧道、機利士南路、蕪湖街、德民街及德安街。

### 沿線車站
| 黃埔花園開 | 黃埔花園開               | 黃埔花園開               | 長沙灣（深旺道）開 | 長沙灣（深旺道）開       | 長沙灣（深旺道）開       |
| 序號       | 車站名稱                 | 位置                     | 序號               | 車站名稱                 | 位置                     |
| ---------- | ------------------------ | ------------------------ | ------------------ | ------------------------ | ------------------------ |
| 1          | 黃埔花園巴士總站         | 黃埔花園公共運輸交匯處   | 1                  | 長沙灣（深旺道）巴士總站 | 長沙灣（深旺道）巴士總站 |
| 2          | 紅樂道                   | 紅樂道                   | 2                  | 富昌邨                   | 深旺道                   |
| 3          | 紅磡南道                 | 紅磡南道                 | 3                  | 南昌邨                   | 欽州街                   |
| 4          | 機利士南路               | 機利士南路               | 4                  | 醫局街                   | 欽州街                   |
| 5          | 獲嘉道                   | 蕪湖街                   | 5                  | 北河街                   | 荔枝角道                 |
| 6          | 拔萃女書院               | 加士居道                 | 6                  | 石硤尾街                 | 荔枝角道                 |
| 7          | 九龍中央郵政局           | 彌敦道                   | 7                  | 白楊街                   | 荔枝角道                 |
| 8          | 登打士街                 | 彌敦道                   | 8                  | 鴉蘭街                   | 荔枝角道                 |
| 9          | 奶路臣街                 | 彌敦道                   | 9                  | 旺角站                   | 彌敦道                   |
| 10         | 弼街                     | 彌敦道                   | 10                 | 豉油街                   | 彌敦道                   |
| 11         | 塘尾道                   | 荔枝角道                 | 11                 |                          | 彌敦道                   |
| 12         | 劉皇發中學               | 界限街                   | 12                 | 眾坊街                   | 彌敦道                   |
| 13         | 南昌街                   | 海壇街                   | 13                 | 勞資審裁處               | 加士居道                 |
| 14         | 桂林街                   | 海壇街                   | 14                 | 衛理道                   | 加士居道                 |
| 15         | 通州街公園               | 欽州街                   | 15                 | 觀音街                   | 蕪湖街                   |
| 16         | 富昌邨                   | 深旺道                   | 16                 | 德民街                   | 德民街                   |
| 17         | 東京街西                 | 深旺道                   | 17                 | 黃埔花園巴士總站         | 黃埔花園公共運輸交匯處   |
| 18         | 長沙灣（深旺道）巴士總站 | 長沙灣（深旺道）巴士總站 |                    |                          |                          |

## 客量
在港鐵觀塘綫延綫通車前，由於本線的路線直接及途經九龍心臟地帶，而假日亦有不少市民前往深水埗及黃埔等地購物，因此客量不俗。
但本線一直受到漆咸道及加士居道的塞車問題所困擾，致行車時間延長及引致班次不穩；其後本線早在觀塘綫延綫通車前已被削減班次至15分鐘一班，對客量可謂雪上加霜。運輸署更於2016年2月尾發表之「配合觀塘線延線通車的公共交通服務重組計劃」，建議在港鐵觀塘線延線開通後永久停辦本線。觀塘綫延綫通車後，由於與本線的服務範圍大致相同，加上在班次、行車時間、效率、穩定性、載客量方面均比本線優勝，尤其從黃埔花園乘搭港鐵只需數分鐘便能抵達油麻地，而本線因需繞經紅磡南道，即使沒有遇上塞車，亦需時數十分鐘才能到達彌敦道，本線客量因此出現大幅流失，並再遭削減班次。有見及此，本線於2017年7月1日取消，由30X提供往伊利沙伯醫院分段收費及其他路線代替本線服務。

## 昔日的九巴212線
第一代212線為豪華巴士路線，於1975年11月30日為配合紅磡車站啟用而投入服務，來往荔枝角（橋底）及紅磡車站，於1976年4月15日停止服務。